# Enzo Ghinazzi
Enzo Ghinazzi (Ponticino (AR), 11 september 1955), bekend onder de artiestennaam Pupo, is al decennialang een van de beroemdste Italiaanse zangers en tekstschrijvers.
In 1975 debuteerde hij met het door hemzelf geschreven Ti scriverò. Andere zeer bekende liederen van Pupo zijn onder meer Su di noi, Ciao en Firenze Santa Maria Novella. Diverse van deze liederen zijn ook in verschillende talen vertaald.
In 1998 neemt hij het duet Non è un Addio op met de Amerikaanse zangeres Robin Beck.
Momenteel is Enzo Ghinazzi werkzaam bij de Italiaanse omroep RAI waar hij de Italiaanse versie van Miljoenenjacht presenteert nl. "Affari Tuoi" dat een waar succesprogramma is in Italië.

## Prijzen
- elf gouden platen
- Gondola d'Oro

## Discografie
- Come sei bella (1976)
- Gelato al cioccolato (1979)
- Più di prima (1980)
- Lo devo solo a te (1981)
- Cieli azzurri (1983)
- Malattia d'amore (1984)
- Change generation (1986)
- La vita è molto di più (1986)
- Quello che sono (1989)
- Canada's Wonderland (1991)
- Enzo Ghinazzi 1 (1992)
- All the best (1994)
- Pupo 1996 (1996)
- Pupo "Tornerò" (1998)
- Sei caduto anche tu (2000)
- L'equilibrista (2004)